# Stadio Rapid-Giulești
Lo stadio Rapid-Giulești è un impianto di calcio di Bucarest, in Romania e utilizzato dal Rapid Bucarest per giocare le sue partite casalinghe.

## Storia e descrizione
Il precedente stadio, situato nello stesso luogo di quello attuale è stato inaugurato nel 1939 ed è stato demolito nel 2019.
Lo stadio attuale, inaugurato nel 2022, può ospitare 14.050 persone.